# آرامائیس بارسقیان
آرامائیس جالیبکی بارسقیان (ارمنی: Արամայիս Զալիբեկի Բարսեղյան؛ زادهٔ ۱۲ مارس ۱۹۵۳) یک سیاستمدار اهل ارمنستان است که از تاریخ ۱۹۹۹ تا تاریخ ۲۰۰۳ سمت نمایندگی دوره دوم مجلس ملی جمهوری ارمنستان را برعهده داشت.

## زندگی‌نامه
در ۱۲ مارس ۱۹۵۳ در آرتاشات به دنیا آمد.